# Piz Ursera
Der Piz Ursera (Ableitung von dialektal ors, urs, lateinisch ursus ‹Bär›), italienisch Piz Orséra ist ein Berg südwestlich von Livigno auf der Grenze zwischen dem Kanton Graubünden (Schweiz) und der Provinz Sondrio (Italien) mit einer Höhe von 3032 m ü. M.

## Lage und Umgebung
Der Piz Ursera gehört zur Gruppe des Piz Paradisin, einer Untergruppe der Livigno-Alpen. Über den Gipfel verläuft die Grenze zwischen der Schweizer Gemeinde Poschiavo und der italienischen Gemeinde Livigno. Der Piz Ursera wird im Westen durch das Val Laguné, den oberen Teil des Val Poschiavo, im Südosten durch das Val Mera, ein Seitental des Val da Camp, und im Nordosten durch das Val di Campo, ein Seitental der Valle di Livigno, eingefasst.
Zu den Nachbargipfeln gehören der Piz Lagalb (2959 m) im Westen, der Mone Vago (3059 m) im Norden, der Piz Paradisin (3303 m) und der Corn da Camp (3231 m) im Westen und der Corn da Mürasciola (2818 m) im Süden.
Der am weitesten entfernte sichtbare Punkt (47° 1′ 55,7″ N, 10° 49′ 9,8″ O) vom Piz Ursera ist die Rofelewand (3353 m ü. A.) in den Ötztaler Alpen zwischen Pitztal und Kaunertal. Sie befindet sich in nordöstlicher Richtung und ist 88 km entfernt.
Talorte sind Livigno und Sfazù, häufiger Ausgangspunkt die Forcola di Livigno (2313 m).

## Routen zum Gipfel

### Sommerrouten

#### Von Lareit über den Südgrat
- Ausgangspunkt: Lareit (1888 m)
- Via: Grateinsattelung südlich des Piz Ursera
- Schwierigkeit: T5, WS
- Zeitaufwand: 3 – 3½ Stunden

#### Von Lareit über die Westflanke
- Ausgangspunkt: Lareit (1888 m)
- Via: Westflanke
- Schwierigkeit: WS
- Zeitaufwand: 3½ Stunden

#### Vom Rifugio Saoseo über den Südgrat
- Ausgangspunkt: Rifugio Saoseo (1987 m)
- Via: Val Mera, Lagh da Roan (2535 m), Einsattelung in der Cima di Cardan, Südgrat
- Schwierigkeit: T5, WS, bis zum Lagh da Roan als Wanderweg weiss-rot-weiss markiert
- Zeitaufwand: 4 – 4½ Stunden

#### Von der Forcola di Livigno über die Westflanke
- Ausgangspunkt: Forcola di Livigno (2313 m)
- Via: Grenzkamm, Westflanke
- Schwierigkeit: T5, WS
- Zeitaufwand: 2½ Stunden

### Winterrouten

#### Vom Rifugio Saoseo
- Ausgangspunkt: Rifugio Saoseo (1987 m)
- Via:  Val Mera, Lagh da Roan (2535 m), P. 2904, Südgrat, Skidepot
- Expositionen: E, SE
- Schwierigkeit: WS
- Zeitaufwand: 3½ Stunden

#### Von La Motta (Schweizer Zollamt)
- Ausgangspunkt: La Motta (Schweizer Zollamt) (2054 m)
- Via: Passstrasse zur Forcola di Livigno (2313 m), Val dell’Orsera, P. 2633, dann

- via P. 2805, P. 2904, Südgrat, Skidepot
- ostwärts direkt zum Skidepot

- Expositionen: N, NE, E, SE, S, SW, W, NW
- Schwierigkeit: WS
- Zeitaufwand: 3½ Stunden
- Alternative: Die Forcola di Livigno kann auch vom Berninapass oder von der Bergstation der Lagalbbahn erreicht werden.
- Abfahrt direkt nach La Motta

#### Abfahrt nach Valle di Livigno
- Ziel: Campacciolo di Sopra (1911 m)
- Via: Skidepot, Val di Campo, Valle Vago, Campacciolo di Sopra
- Expositionen: N, NE, E
- Schwierigkeit: WS-

#### Abfahrt direkt nach La Motta
Nur bei sicheren Verhältnissen
- Ziel: La Motta (2054 m)
- Via: Skidepot, Terrasse des Val Ursera, unter P. 2587
- Expositionen: SW
- Schwierigkeit: ZS-
- Bemerkung: Die Abfahrt kann bei guter Schneelage via Acqueti bis nach Sfazù ausgedehnt werden.